# Șarpe de apă
Șarpele de apă (Natrix tessellata) este un șarpe neveninos din familia colubride (Colubridae) răspândit în Europa de sud, centrală, Peninsula Balcanică, Asia Mică, Asia centrală, până la Golful Persic și lacul Balhaș. Este răspândit și în România și Republica Moldova. În România se găsește în toată țara; predomină în Delta Dunării și în complexul Razelm. Are peste 1 m lungime, este zvelt, cu capul lung și îngust. Spatele este galben-cenușiu, cu un desen închis, alcătuit din cinci șiruri de pete pătrate cu aspect de tablă de șah. Adeseori pe ceafă se observă o  pată în formă de V. Nu are pete deschise pe laturile capului. Abdomenul este alb-gălbui sau roșu-portocaliu, cu pete negre alternante. Șarpele de apă este mai adaptat la mediul acvatic decât șarpele de casă și stă mai mult în apă, îndepărtându-se puțin de mal. A fost găsit până la 1000 m altitudine. Adesea pândește prada sub apă. Se hrănește cu broaște, mormoloci, tritoni și pești (guvizi, păstrăvi etc). Ponta este depusă în iunie-iulie și conține 5-25 de ouă albe, lungi, lipite unele de altele și îngropate la adâncime mică în sol afânat, frunzar, detritus, sub mușchi, paie putrede etc.